# Райслип-мэнор (станция метро)
«Райслип-мэнор» англ. Ruislip Manor — станция лондонского метро. На станции останавливаются поезда двух линий метро: «Метрополитен» и «Пикадилли». Относится к 6 тарифной зоне.

## История
Станция была открыта 5 августа 1912 года под названием «Райслип-мэнор Халт».

## Галерея

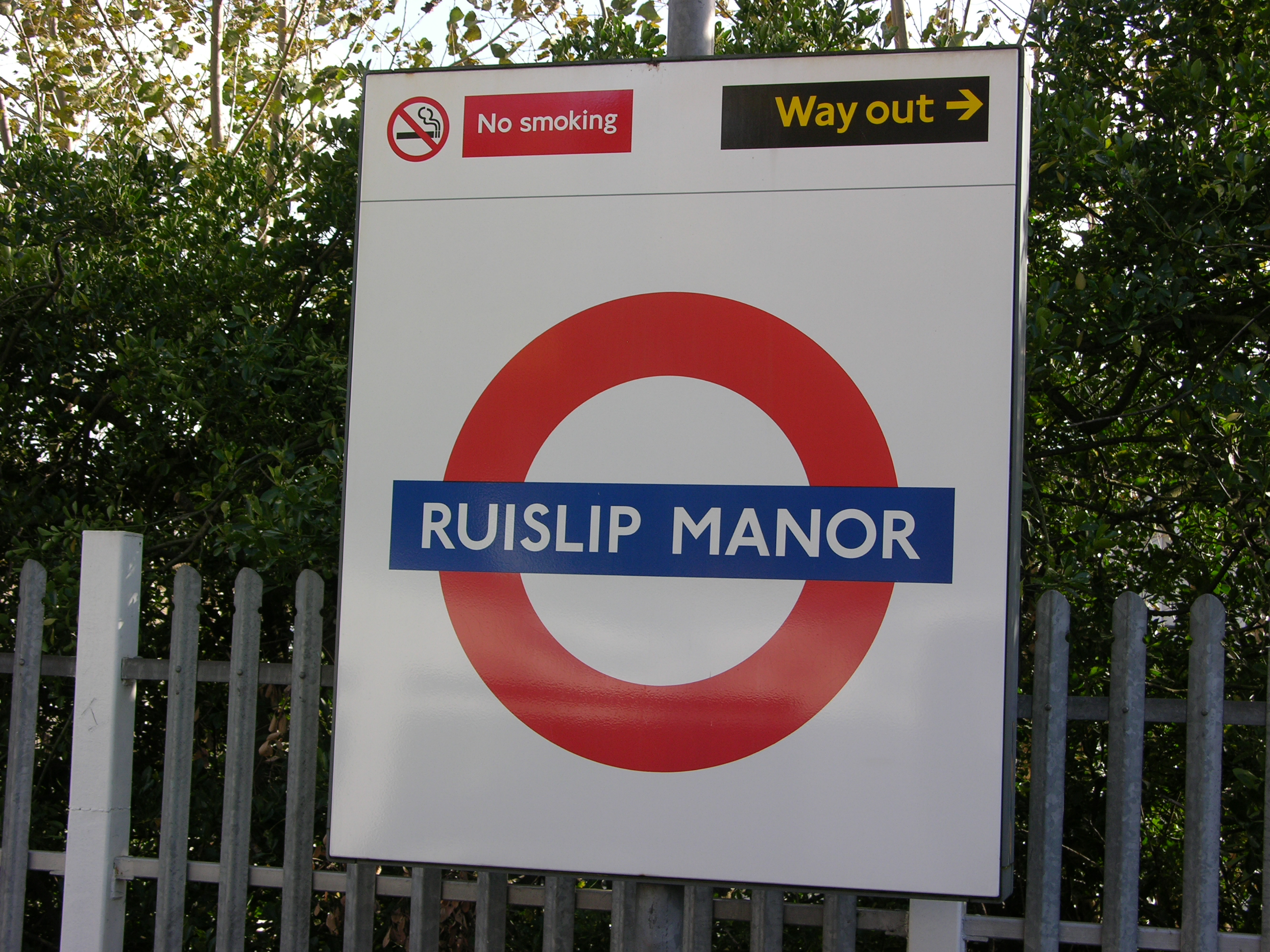
Рондель станции
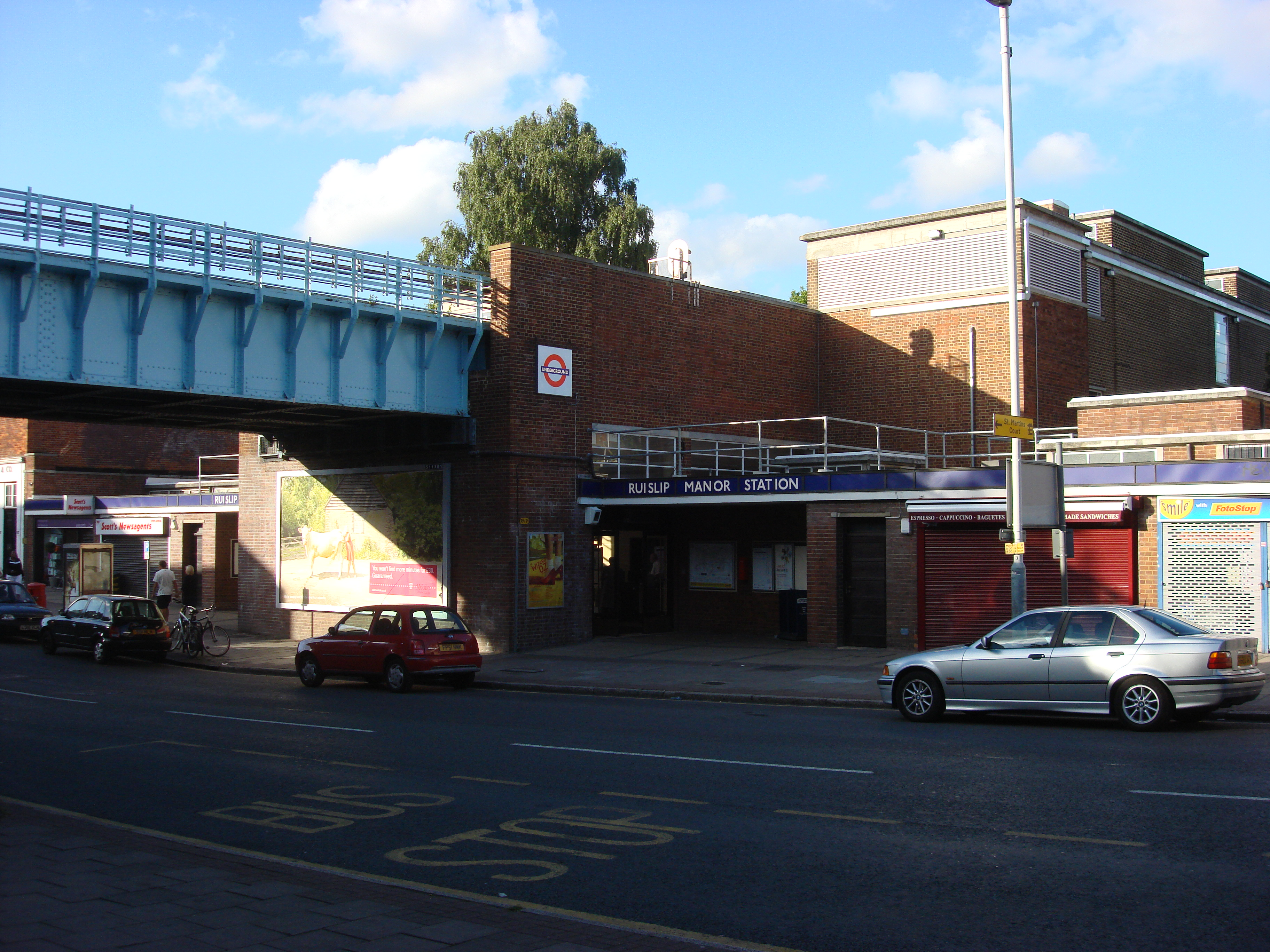
Здание станции
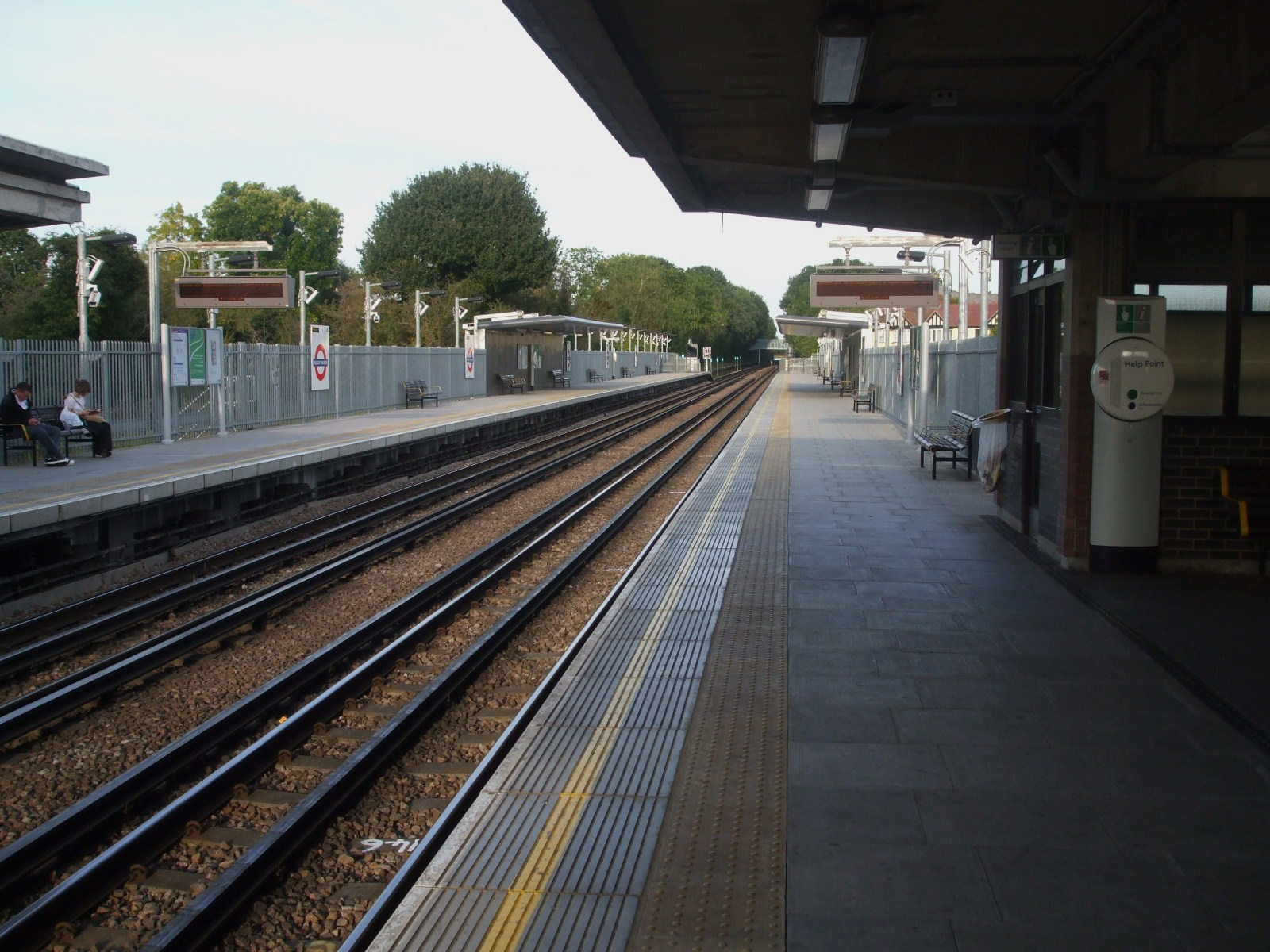
Платформа
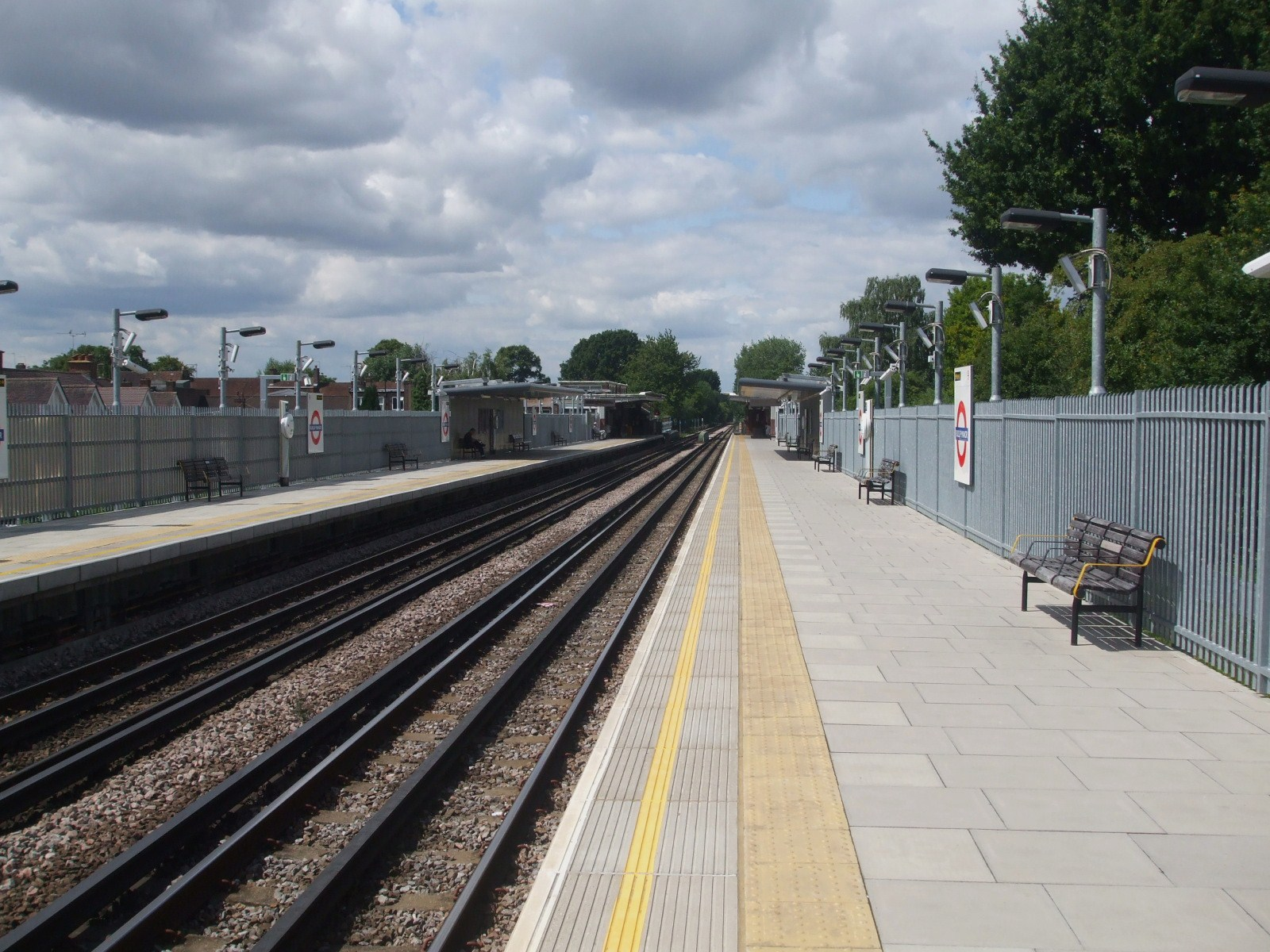
Платформа